# Holcosus hartwegi
Holcosus hartwegi — вид ящірок родини теїдових (Teiidae). Мешкає в Мексиці і Центральній Америці.

## Поширення і екологія
Holcosus hartwegi мешкають на атлантичних схилах Мексики (від Оахаки на південь через основу півострова Юкатан), Гватемали, Белізу і Гондурасу. Вони живуть на узліссях тропічних лісів, в садах і на плантаціях.